# Nick Love
Nick Love (* 24. Dezember 1969 in London) ist ein britischer Regisseur und Drehbuchautor.

## Karriere
2001 drehte Love Goodbye Charlie Bright wofür er bei dem Internationalen Filmfestival von Chicago für den Gold Hugo nominiert wurde. Love verfasste das Drehbuch und führte Regie bei The Football Factory, ein Film aus dem Hooligan-Milieu um den Londoner Fußballclub FC Chelsea. Das Drehbuch beruhte auf dem Roman von John King. Der Film war gekennzeichnet von einem zynischen Blick abgestumpfter Schläger auf ihr Leben als Hooligans, der die Alltagslangeweile verdrängen soll. Ein Jahr später drehte Love unter anderem mit den Football-Factory-Schauspielern Danny Dyer, Tamer Hassan und Roland Manookian den Film The Business. Hier geht es um das Thema Kriminalität und den fatalistischen Rückblick eines Gangsters, der dem Alltag entfliehen wollte. Auch seine weiteren Filme Outlaw, The Firm – 3. Halbzeit und The Crime haben Kriminalität bzw. Hooliganismus als Themen. Bei Outlaw arbeitete Love mit Schauspielern, die zu der ersten Garde der britischen Darsteller gehören: Sean Bean, Sean Harris und Bob Hoskins. Des Weiteren war wieder Loves Stammschauspieler Danny Dyer, der in vier von sechs Filmen Loves mitspielte, Teil des Ensembles.
Am 1. August 2012 war der Film The Sweeney Eröffnungsfilm des Internationalen Filmfestivals von Locarno. Love sagte, dass er Sweeney schon lange verfilmen wollte aber die Produzenten auf einem amerikanisierten Stil bestanden.

## Persönliches
Love war kurz mit Patsy Palmer verheiratet.

## Filmografie
- 2001: Goodbye Charlie Bright (Drehbuch zusammen mit Dominic Eames und Regie)
- 2004: The Football Factory (Drehbuch und Regie)
- 2005: The Business (Drehbuch und Regie)
- 2007: Outlaw (Drehbuch und Regie)
- 2009: The Firm – 3. Halbzeit (adaptiertes Drehbuch und Regie)
- 2012: The Crime (Drehbuch und Regie)
- 2015: American Hero (Drehbuch und Regie)
- 2025: Marching Powder (Drehbuch und Regie)

## Auszeichnungen
- 2001: Internationales Filmfestival von Chicago nominiert für den Gold Hugo – Goodbye Charlie Bright
- 2004: Dinard British Film Festival nominiert für den Goldenen Hitchcock – The Football Factory